# Soufiane El Bakkali
Soufiane El Bakkali (født 7. januar 1996) er en marokkansk atlet, der konkurrerer i forhindringsløb.
Han repræsenterede Marokko under sommer-OL 2016 i Rio de Janeiro, hvor han blev nummer 4 på 3000 meter forhindring. Han konkurrerede også på de 1500 meter, hvor han løb et indledende heat, men sluttede ikke.
El Bakkali kvalificerede sig til at repræsentere Marokko ved sommer-OL 2020 hvor han vandt en guldmedalje foran Lamecha Girma og Benjamin Kigen.